# Jean-Pierre Schmitz
Jean-Pierre Jempy Schmitz (Huldange, Troisvierges, 15 de febrer de 1932 - 14 de novembre de 2017) fou un ciclista luxemburguès que va ser professional entre 1954 i 1961. En el seu palmarès destaquen una etapa del Tour de França de 1956, el Campionat de Luxemburg en ruta de 1958 i la Volta a Luxemburg de 1954 i 1958.

## Palmarès
- 1954
  - 1r de la Poly de Lió
  - 1r a la Volta a Luxemburg i vencedor d'una etapa
  - Vencedor d'una etapa del Critèrium del Dauphiné Libéré
  - Vencedor d'una etapa del Tour de l'Oise
  - Vencedor d'una etapa del Tour de l'Oest
- 1955
  - 1r al Critèrium de Châlon-sur-Saône
- 1956
  - Vencedor d'una etapa del Tour de França
- 1957
  - 1r al Gran Premi del Midi Libre
- 1958
  -  Campió de Luxemburg en ruta
  - 1r a la Volta a Luxemburg i vencedor d'una etapa
  - Vencedor d'una etapa del Tour del Sud-est

### Resultats al Tour de França
- 1956. 36è de la classificació general i vencedor d'una etapa
- 1957. Abandona (4a etapa)
- 1958. 37è de la classificació general
- 1959. Abandona (10a etapa)
- 1960. Abandona (1a etapa)

### Resultats a la Volta a Espanya
- 1960. Abandona (11a etapa)